# AN/FPS-108 Cobra Dane
AN/FPS-108 Cobra Dane to radar wywiadu i wczesnego ostrzegania w bazie lotniczej Eareckson AFS na wyspie Shemya Alaska, służący w pierwszym rzędzie do wykrycia startów radzieckich, a później rosyjskich pocisków balistycznych. Pierwszoplanową misją radaru jest wykrywanie i śledzenie obcych pocisków ICBM i SLBM, uczestniczy jednakże również w testach systemu antybalistycznego Ground Based Interceptor oraz bierze udział w kontroli wykonywania traktatów SALT II i INF.

## Historia
W lutym 1972 r. dowództwo US Air Force wyznaczyło Rome Air Decelopment Center (RADC) odpowiedzialnym za techniczne opracowanie radaru Cobra Dane. Do opracowania tego radaru RADC użyło technologii wywodzącej się z roku 1955 opracowanej dla radaru SARAC (Steerable Array Radar and Communications). Cobra Dane skonstruowany został m.in. do wywiadowczego zbierania danych radarowych o startach radzieckich ICBM, w tym także startach testowych – skierowanych na półwysep Kamczatka i Ocean Spokojny. We współpracy z Electronic System Division, RADC opracowało dane techniczne i specyfikacje systemu i wysłało oferty do wielu przedsiębiorstw. Ostatecznie kontrakt produkcyjny wygrał Raytheon. W 1976 RADC ukończyło obsługę techniczną instalacji radaru, który został oddany pod komendę dowództwa obrony powietrznej w lipcu 1977 r.

## Cobra Dane w systemie BMD
Pierwotnie, Cobra Dane służąc głównie do zadań wywiadowczych, nie spełniał wszystkich wymogów obrony antybalistycznej. W pierwszym rzędzie nie zapewniał obróbki danych w czasie rzeczywistym oraz nie posiadał wymaganych dla BMD zdolności komunikacyjnych. W celu dostosowania go do współczesnych warunków, dokonano znaczących zmian w konfiguracji tego urządzenia. Otrzymał między innymi bezpośredni interfejs komunikacyjny z centrum wywiadu National Air Intelligence Center (NAIC) oraz z dowództwem obrony powietrznej North American Aerospace Defense Command (NORAD). Obecnie więc zbiera wywiadowcze dane egzoatmosferyczne o rosyjskich głowicach balistycznych, spełnia funkcje radaru wczesnego ostrzegania o głowicach mogących uderzyć w kontynentalne Stany Zjednoczone i kataloguje satelity. Modernizacja zapewniła jednocześnie przedłużenie okresu wykorzystania radaru o 15 lat, a przez zmianę oprogramowania, także integrację z architekturą Ground-Based Midcourse Defense. Aktualna, wciąż jeszcze trwająca, modernizacja ma na celu osiągnięcie przez Cobra Dane standardu TRL 6 (Technology Readiness Levels of GBMD Critical Technologies) jednakże wiadomym jest, że Agencja Obrony Antybalistycznej dąży do zapewnienia wszystkim podsystemom najnowszego standardu TRL 7, prawdopodobnie więc i ta modernizacja nie ominie radaru Cobra Dane.